# Mbo (Sprache, Kamerun)
Mbo (auch Mboo und Sambo) ist eine Bantusprache und wird von circa 45.000 Menschen in Kamerun gesprochen. 
Sie ist im Département Moungo in der Region Littoral und dem Département Menoua in der Region Ouest verbreitet. Circa 25 % der zweitsprachigen Sprecher können Mbo lesen und schreiben.
Mbo wird in der lateinischen Schrift geschrieben.

## Klassifikation
ist eine Nordwest-Bantusprache und gehört zu den Ngoe-Sprachen innerhalb Lundu-Balong-Gruppe, die als Guthrie-Zone A10 klassifiziert wird.
Sie hat die Dialekte Melong (auch Eho Mbo), Bareko (auch Ehow Mba und Minahe), Kekem (auch Nlembuu) und Santchou (auch Nla Mboo).